# Hauptidia jezeki
Hauptidia jezeki är en insektsart som beskrevs av Dlabola 1994. Hauptidia jezeki ingår i släktet Hauptidia och familjen dvärgstritar. Inga underarter finns listade i Catalogue of Life.